# 1318 Nerina
1318 Nerina este un asteroid din centura principală, descoperit pe 24 martie 1934, de Cyril Jackson.